# Koszty pośrednie (kosztorysowanie)
Koszty pośrednie – składnik ceny kosztorysowej, obejmujący koszty ogólne budowy i koszty zarządu. Składniki te nie są bezpośrednio kalkulowane w kosztorysie, lecz uwzględniane w wyliczeniu ceny kosztorysowanej, jako jeden z narzutów kosztorysu. Koszty pośrednie i inne narzuty kosztorysu, stanowią komplementarne dopełnienie dla kosztów bezpośrednich kalkulowanych bezpośrednio w kosztorysie na podstawie nakładów i cen jednostkowych.

## Koszty pośrednie w cenie kosztorysowej
W metodzie kalkulacji szczegółowej, cena kosztorysowa wyliczana jest z zależności:
{\displaystyle W_{k}=\sum (\sum nc+K_{pj}+Z_{j})*L}
gdzie:
- Wk – wartość kosztorysowa,
- n – jednostkowe nakłady rzeczowe,
- c – cena jednostkowa,
- n x c – koszty bezpośrednie,
- Kpj – koszty pośrednie,
- Zj – zysk,
- L – liczba jednostek przedziałowych.

Najczęściej dla powyższej metody kalkulacji stosuje się wyznaczenie wartości kosztów pośrednich za pomocą wskaźnika kosztów pośrednich:
{\displaystyle K_{pj}={\frac {W_{kp}(R_{j}+S_{j})}{100\%}}}
gdzie:
- Kpj – koszty pośrednie,
- Wkp – wskaźnik kosztów pośrednich,
- Rj – koszt robocizny,
- Sj – koszt pracy sprzętu.

## Struktura kosztów pośrednich
Jak wyżej zaznaczono, koszty pośrednie obejmują:
- koszty ogólne budowy,
- koszty zarządu.

Koszty ogólne budowy, to koszty ponoszone w odniesieniu do danej, konkretnej budowy, a nie objęte kosztami bezpośrednimi w jakiejkolwiek pozycji kosztorysowej. Koszty te obejmują takie wydatki jak, np.:
- płace personelu stałego budowy, np. kierownika budowy, kierowników robót, majstrów itp.,
- koszty zaplecza budowy, np. wynajmu lub amortyzacji baraków i innych elementów zaplecza budowy, wody, energii elektrycznej i innych mediów, itd.,
- narzędzia,
- ewentualne koszty zatrudnienia pracowników zamiejscowych (np. diety),
- inne (np. ubezpieczenie, ochrona itd.).

Koszty zarządu obejmują koszty utrzymania całego przedsiębiorstwa, jego kierownictwa, siedziby, koszty biurowe, itd.

## Metody kalkulacji kosztów pośrednich
Koszty pośrednie mogą być kalkulowane:
- metodą wskaźnikową (patrz także wyżej)
- metodą preliminarzową.

### Metoda wskaźnikowa
Metoda wskaźnikowa polega na uwzględnieniu w kosztorysie narzutu kosztorysu – kosztów pośrednich – określonego procentowo w odniesieniu do robocizny i sprzętu:
{\displaystyle K_{pj}={\frac {W_{kp}(R_{j}+S_{j})}{100\%}}}
gdzie:
- Kpj – koszty pośrednie,
- Wkp – wskaźnik kosztów pośrednich,
- Rj – koszt robocizny,
- Sj – koszt pracy sprzętu.

Z powyższego, wskaźnik kosztów pośrednich można określić ze wzoru:
{\displaystyle W_{kp}={\frac {K_{b}+K_{z}}{R+S}}*100\%}
gdzie:
- Wkp – wskaźnik kosztów pośrednich,
- Kb – koszty ogóle budowy[d],
- Kz – koszty zarządu,
- R – koszty robocizny,
- S – koszty pracy sprzętu.

W praktyce często wskaźniki kosztów pośrednich przyjmuje się na podstawie różnych opracowań branżowych. Określone są również w rozporządzeniu MSWiA w sprawie metod i podstaw sporządzenia kosztorysu inwestorskiego z 26.02.1999 r., załącznik nr 1, Dz. U. nr 26, poz. 239.

### Metoda preliminarzowa
Jest to dokładna, ale i bardzo pracochłonna metoda określania kosztów pośrednich. Wymaga przeprowadzenia dokładnej kalkulacji wszystkich kosztów stanowiących składnik kosztów pośrednich w całym przedsiębiorstwie.